# Иванищевичи (Гомельская область)
Иванищевичи (бел. Іванішчавічы) — деревня в Любанском сельсовете Октябрьского района Гомельской области Белоруссии.

## География

### Расположение
В 18 км на восток от Октябрьского, 22 км от железнодорожной станции Рабкор (на ветке Бобруйск — Рабкор от линии Осиповичи — Жлобин), 248 км от Гомеля.

## Транспортная сеть
Транспортные связи по просёлочной, затем автомобильной дороге Октябрьский — Озаричи. Планировка состоит из почти прямолинейной улицы, ориентированной с юго-запада на северо-восток. Застройка деревянная, неплотная, усадебного типа.

## История
По письменным источникам известна с XIV века. В 1396 года обозначена в листе князя Гольшанского как село в Глусской волости. В 1593 году владение Киевского Печерского монастыря. В государственных актах упоминается в 1671 году. В 1683 году 9 дымов, действовала церковь. После 2-го раздела Речи Посполитой (1793 год) в составе Российской империи. Обозначена на карте 1866 года, использовавшейся Западной мелиоративной экспедицией, работавшей в этом районе в 1890-е годы. Дворянин Гальперин владел в 1868 году 3094 десятинами земли, водяной мельницей. Согласно переписи 1897 года находились деревня и одноимённый застенок. В 1908 году в Рудобельской волости Бобруйского уезда Минской губернии. В 1910 году в наёмном доме открыта школа, а в начале 1920-х годов для неё было выделено национализированное здание.
В 1930 году организован колхоз «Коминтерн», работала кузница. В 1930-е годы деревня и застенок объединены в один населённый пункт — деревня Иванишевичи. Во время Великой Отечественной войны оккупанты в апреле 1942 года полностью сожгли деревню и убили 83 жителей. 37 жителей погибли на фронте. Согласно переписи 1959 года в составе колхоза имени Т. П. Бумажкова (центр — деревня Любань).

## Население

### Численность
- 2004 год — 14 хозяйств, 19 жителей.

### Динамика
- 1897 год — деревня — 51 двор, 260 жителей; застенок — 20 дворов, 155 жителей (согласно переписи).
- 1908 год — деревня — 396 жителей, застенок — 138 жителей.
- 1917 год — деревня — 464 жителей, застенок — 177 жителей.
- 1940 год — 85 дворов.
- 1959 год — 211 жителей (согласно переписи).
- 2004 год — 14 хозяйств, 19 жителей.

## Известные уроженцы
- Ф. С. Белый — участник партизанского движения во время Великой Отечественной войны (погиб в бою). Его имя присвоено одной из улиц городского посёлка Октябрьский и занесено в книгу Народной Славы района.